# فنتون جونسون
فنتون جونسون (بالإنجليزية: Fenton Johnson)‏‏ (25 أكتوبر 1953 في كنتاكي - ) روائي من الولايات المتحدة.

## الجوائز
- زمالة غوغنهايم
- جائزة لامدا الأدبية